# Coll del Forn (Arboçols)
El Coll, o Collada del Forn, és una collada de 688,8 metres d'altitud, en el límit dels termes comunals d'Arboçols i de Tarerac, tots dos de la comarca del Conflent, a la (Catalunya del Nord).
Està situat al sud-oest del terme comunal de Tarerac, i a l'est del d'Arboçols. Hi passava un camí vell que unia aquests dos pobles.